# فوما کوتارو
فوما کوتارو (ژاپنی: 風魔 小太郎) بر اساس برخی اسناد در اصل کازاما کوتارو (ژاپنی: 風間 小太郎) رهبر قبیله فوما (لاتین‌نویسی: Fūma-ittō، ژاپنی: 風魔一党) و یک نینجا در دوره سنگوکو از تاریخ ژاپن و یکی از نگهبانان خاندان هوجوی اخیر بود‌.

## طایفه فوما و فوما کوتارو
این قبیله در استان کاناگاوا مستقر بود و در جنگ چریکی سواره و جاسوسی دریایی تخصص داشت. بر اساس برخی منابع ریشه این خانواده به قرن دهم بازمی‌گردد، زمانی که به تایرا نو ماساکادو در شورش علیه دولت کیوتو خدمت کردند. استفاده از این نام با اولین رهبر (جونین) قبیله آغاز شد: در ابتدا با نام خانوادگی «風間» (فوما) با کانجی متفاوت، بعداً به 風魔، به صورت هم‌آوا تغییر یافت. هر یک از رهبران بعدی مکاتب (ریو) همان نام بنیانگذار آن را انتخاب کردند و شناسایی آنها به صورت جداگانه دشوار بود. این مدرسه در خدمت خاندان هوجوی اخیر از اوداوارا بود.
فوما کوتارو پنجمین و از شناخته شده‌‌ ترین رهبران قبیله فوما بود. او که در  استان ساگامی (استان کاناگاوا امروزی) در تاریخی نامعلوم به دنیا آمد به عنوان رهبر بدنام گروهی متشکل از ۲۰۰ نفر راپا «مختل‌کننده‌های نبرد» که به چهار گروه: یاغیان، دزدان دریایی، سارقان منزل و جیب بر‌ها تقسیم می‌شدند شناخته می‌شد. کوتارو زیر نظر هوجو اوجیماسا و هوجو اوجینائو خدمت می‌کرد. بزرگ‌ترین دستاورد او در سال ۱۵۸۰ در نبرد اوموسو به دست آمد زمانی که نینجا فوما شبی به طور مخفیانه به اردوگاه نیروهای خاندان تاکدا تحت فرماندهی تاکدا کاتسویوری حمله کرد و موفق شد هرج و مرج شدیدی را در اردوگاه ایجاد کند که منجر به تلفات گسترده در میان دشمنان سرگردان در هنگام حمله به یکدیگر شد‌. بعدها در سال ۱۵۹۰ در محاصره اوداوارا، زمانی که قلعه اوداوارا توسط تویوتومی هیده‌یوشی محاصره شد و در نهایت سقوط کرد قبیله هوجو نیز مجبور به تسلیم شد.
وقتی شوگون سالاری توکوگاوا به قدرت رسید بقایای فوما ریو (مکتب فوما) به گروهی از راهزنان در ادو و اطراف آن تقلیل یافت. یک داستان محبوب اما افسانه‌ای می‌گوید که در سال ۱۵۹۶ کوتارو مسئول مرگ هاتوری هانزو یک نینجا معروف در خدمت توکوگاوا ایه‌یاسو بود که او را در دریای داخلی ستو ردیابی کرده بود، اما کوتارو موفق شد او را به داخل یک کانال کوچک بکشاند. کوتارو با طراحی نقشه‌ای باعث شد قایق‌های توپ‌دار توکوگاوا و افرادش در کانالی با کمک جزر و مد به دام بی‌افتند و سپس کانال را با روغن به آتش کشید.
کوتارو در نهایت توسط نیروی ویژه اجرای قانون شوگون سالاری توکوگاوا که توسط رقیبش که یک نینجا سابق از خاندان تاکدا به نام: کوساکا جینای (高坂甚内) هدایت می‌شد دستگیر شد و به دستور ایه‌یاسو در سال ۱۶۰۳ به روش سر بریدن اعدام شد.

## جستار‌های وابسته
- شوگون
- اودا نوبوناگا
- دوره ادو
- تاکدا شینگن